# Ykkönen 2018
La Ykkönen 2018 è stata la ventiquattresima edizione della seconda serie del campionato finlandese di calcio come Ykkönen. Il campionato, iniziato il 28 aprile e concluso il 27 ottobre 2018, con il formato a girone unico e composto da dieci squadre, è stato vinto dell'HIFK, che è stato promosso in Veikkausliiga, assieme al KPV, vincitore dello spareggio promozione.

## Stagione

### Novità
Dalla Ykkönen 2017 sono stati promossi in Veikkausliiga il TPS e l'Honka, mentre sono stati retrocessi in Kakkonen il GrIFK e il Gnistan. Dalla Veikkausliiga 2017 sono stati retrocessi l'HIFK e il JJK, Inoltre, l'OPS non ha ottenuto la licenza di partecipazione. Dal Kakkonen sono stati promossi in Ykkönen il Kajaani e il Klubi 04, vincitori degli spareggi promozione, e il KTP, ripescato in sostituzione dell'OPS.

### Formula
Le dieci squadre si affrontano tre volte nel corso del campionato, per un totale di 27 giornate. La prima classificata viene promossa direttamente in Veikkausliiga, mentre la seconda classificata affronta la penultima classificata in Veikkausliiga in uno spareggio promozione/retrocessione. Le ultime due classificate vengono retrocesse direttamente in Kakkonen.

## Squadre partecipanti
| Club     | Città       | Stadio                  | Stagione 2017                |
| -------- | ----------- | ----------------------- | ---------------------------- |
| EIF      | Raseborg    | Ekenäs Centrumplan      | 7º posto in Ykkönen          |
| Haka     | Valkeakoski | Tehtaan kenttä          | 7º posto in Ykkönen          |
| HIFK     | Helsinki    | Telia 5G -areena        | 11º posto in Veikkausliiga   |
| Jaro     | Jakobstad   | Jakobstads centralplan  | 5º posto in Ykkönen          |
| JJK      | Jyväskylä   | Harjun stadion          | 12º posto in Veikkausliiga   |
| Kajaani  | Kajaani     | Kajaanin liikuntapuisto | 1º posto in Kakkonen Lohko C |
| Klubi 04 | Helsinki    | Telia 5G -areena        | 1º posto in Kakkonen Lohko A |
| KPV      | Kokkola     | Kokkolan Keskuskenttä   | 3º posto in Ykkönen          |
| KTP      | Kotka       | Arto Tolsa Areena       | 2º posto in Kakkonen Lohko A |
| AC Oulu  | Oulu        | Raatin stadion          | 4º posto in Ykkönen          |

## Classifica finale
|  | Pos. | Squadra  | Pt | G  | V  | N  | P  | GF | GS | DR  |
|  | ---- | -------- | -- | -- | -- | -- | -- | -- | -- | --- |
|  | 1.   | HIFK     | 54 | 27 | 16 | 6  | 5  | 47 | 22 | +25 |
|  | 2.   | KPV      | 52 | 27 | 16 | 4  | 7  | 44 | 26 | +18 |
|  | 3.   | EIF      | 47 | 27 | 12 | 11 | 4  | 36 | 26 | +10 |
|  | 4.   | AC Oulu  | 44 | 27 | 13 | 5  | 9  | 41 | 30 | +11 |
|  | 5.   | Haka     | 43 | 27 | 12 | 7  | 8  | 41 | 28 | +13 |
|  | 6.   | Jaro     | 38 | 27 | 11 | 5  | 11 | 34 | 30 | +4  |
|  | 7.   | KTP      | 29 | 27 | 7  | 8  | 12 | 29 | 40 | -11 |
|  | 8.   | Kajaani  | 25 | 27 | 6  | 7  | 14 | 40 | 53 | -13 |
|  | 9.   | JJK      | 20 | 27 | 4  | 8  | 15 | 32 | 52 | -20 |
|  | 10.  | Klubi 04 | 19 | 27 | 4  | 7  | 16 | 27 | 64 | -37 |

Legenda:
      Promosso in Veikkausliiga.
 Ammesso allo spareggio promozione-retrocessione.
      Retrocesso in Kakkonen.
Note:
Tre punti a vittoria, uno a pareggio, zero a sconfitta.

## Statistiche

### Classifica marcatori
| Gol |  |  | Giocatore             | Squadra |
| --- |  |  | --------------------- | ------- |
| 17  |  |  | Alvarado Morin        | AC Oulu |
| 12  |  |  | Tuomas Mustonen       | HIFK    |
| 11  |  |  | Adeniyi Ibiyomi       | Kajaani |
| 11  |  |  | Kalle Multanen        | KPV     |
| 11  |  |  | Aleksi Pahkasalo      | KTP     |
| 11  |  |  | Pekka Sihvola         | HIFK    |
| 10  |  |  | Saku Leppänen         | JJK     |
| 8   |  |  | Christopher Mandiangu | Jaro    |
| 8   |  |  | Akseli Ollila         | EIF     |